# Omar Mahmud
Omar Mahmud –en árabe, عمر محمود– (nacido el 13 de marzo de 1999) es un deportista egipcio que compite en judo. Ganó una medalla de plata en los Juegos Panafricanos de 2023 y una medalla de bronce en el Campeonato Africano de Judo de 2017.

## Palmarés internacional
| Juegos Panafricanos | Juegos Panafricanos       | Juegos Panafricanos | Juegos Panafricanos |
| Año                 | Lugar                     | Medalla             | Categoría           |
| ------------------- | ------------------------- | ------------------- | ------------------- |
| 2023                | Acra (Ghana)              | Medalla de plata    | –81 kg              |
| Campeonato Africano |                           |                     |                     |
| Año                 | Lugar                     | Medalla             | Categoría           |
| 2017                | Antananarivo (Madagascar) | Medalla de bronce   | –73 kg              |